# G.M.B. Dobson
Gordon Miller Bourne Dobson FRS (25 de febrer de 1889 - 11 de març de 1975) va ser un físic i meteoròleg britànic que va fer un important treball sobre l'ozó.

## Educació
Va ser educat en l'escola de Sedbergh i al Caius College de Cambridge, on es va graduar MA (CANTAB i Oxon). Més tard va ser guardonat amb DSC (Oxon).

## Investigació i carrera
Va ser nomenat professor universitari en meteorologia, a Oxford. Mitjançant l'estudi dels meteorits es va adonar que el perfil de temperatura de la tropopausa no era constant, com prèviament s'havia cregut (d'aquí el nom de l'estratosfera). De fet, hi havia, va mostrar, una regió on la temperatura augmentava bruscament. Això, va proposar, estava passant, ja que la radiació UV s'estava escalfant l'ozó, en el que es coneix com la capa d'ozó. Va assenyalar la connexió entre les taques solars i el clima, i va mesurar els nivells de radiació ultraviolada de la nostra estrella. Va construir els primers espectrofotòmetres Dobson d'ozó i va estudiar-ne els resultats al llarg de molts anys. La unitat Dobson, una unitat de mesura de la densitat de l'ozó atmosfèric integrada verticalment, porta el seu nom. La circulació Brewer-Dobson és un model semi-epònim de corrents atmosfèriques que explica la distribució de l'ozó per la latitud.

## Premis i honors
Dobson va ser elegit membre de la Royal Society (FRS) el 1927, guardonat amb la seva Medalla Rumford el 1932 i va pronunciar la seva conferència Bakerian el 1945.
Va exercir com a president de la Royal Meteorological Society en el període 1947-1949 i va ser guardonat amb la prestigiosa Medalla d'Or Symons de 1938. Va ser nomenat CBE (Orde de l'Imperi Britànic) l'any 1951.